# Österreichischer Rodelverband
Der Österreichische Rodelverband (ÖRV) vereinigt alle Landesverbände und deren angeschlossenen Vereine, die den Rodelsport auf Kunst- und Naturbahn, sowie in den Bereichen Hornschlitten, Sportrodeln und Rollenrodeln betreiben und pflegen. Auch der Breitensport ist dem ÖRV ein wichtiges Anliegen. Die Geschäftsstelle befindet sich in Innsbruck.
Der Verband ist für die Förderung und Veranstaltung von nationalen und internationalen rodelsportlichen Wettbewerben und die Bereitstellung der finanziellen Mittel zuständig, damit Wettkämpfe und Trainingskurse stattfinden können. Seit 2018 ist Markus Prock, ehemaliger erfolgreicher Rennrodler auf Kunstbahn, als Präsident an der Spitze des Verbandes. Als Vizepräsidenten agieren Gerhard Kleinhofer (Naturbahn) und Simon Paregger (Breitensport).

## Geschichte

### Vorgängerorganisationen bis 1945
Die ersten Anfänge des Rodelns in Österreich als Sport, wie auch des Bobsportes auf Naturbahnen, weisen auf die Steiermark, wo in Mürzzuschlag, Bruck an der Mur, Leoben, Eisenerz und besonders auf dem Präbichl (Vordernberg) sich die ersten Vereine zur Pflege des Rodelns bildeten. Bald wurden auch die ersten Rennen ausgetragen (z. B. Nordische Winterspiele 1904 in Mürzzuschlag). Dieses erste Schlittensportliche Treiben der Steirer erweckte auch in anderen Gegenden Nachahmung. In Niederösterreich, Tirol, Salzburg und Kärnten bildeten sich ebenso etliche Vereine. Im Jahr 1911 war der Schlittensport bereits in ganz Österreich eingebürgert und zum Verband deutscher Schlittensportvereine Österreichs zusammengeschlossen, der am 18. April 1909 in Leoben gegründet wurde. Der Sitz des Verbandes blieb bis 1914 in Graz.
Wie auf jedem Sportgebiet, regte sich auch im Rodelsport nach dem Ersten Weltkrieg wieder neues Leben. Die Wiederaufnahme der Tätigkeit des Schlittensportverbandes erfolgte im Jahr 1921 auf Antrag des Anninger Rodelvereins und der Sitz des Verbandes wurde nach Mödling bei Wien verlegt. Eine grundlegende Neugestaltung des Verbandes wurde auf der am 12. November 1933 in Bruck an der Mur tagenden Generalversammlung beschlossen, der zufolge der Verband nur mehr als Rahmenorganisation der sportlich und organisatorisch autonomen Zweige Österreichischer Rodelverband und Österreichischer Bobverband bestehen blieb. Die Salzburger Tagung (1934) beschloss, den Namen „Verband deutscher Schlittensportvereine in Österreich“ in „Österreichischer Schlittensportverband“ umzuwandeln, und die bis dorthin bestehenden Sektionen Rodel und Bob galten nunmehr als selbstständige Fachverbände im Rahmen des Österreichischen Schlittensportverbandes. Am 5. Juni 1938 wurde dieser Dachverband zwangsweise aufgelöst und in den „Reichsverband der deutschen Bob- und Schlittensportvereine“ eingegliedert.

### Österreichischer Rodelverband ab 1946
Nach dem Zweiten Weltkrieg war es vor allem Tirol, das als erstes Bundesland mit einer planmäßigen und zielstrebenden Wiederaufbauarbeit begann. Unter Bert Runggaldier (Innsbruck) wurden am 21. Januar 1946 sowohl der Österreichische Schlittensportverband als auch der Österreichische Rodelverband mit Sitz in Innsbruck neugegründet. Zum Verbandsvorsitzenden bzw. Präsidenten des ÖRV wurde einstimmig der Tiroler Bert Runggaldier gewählt. Auf der Tagung des Österreichischen Rodelverbandes in Gastein im Jahr 1947 wurde die Schaffung von eigenen Landesverbänden beschlossen. Auf der Tagung des ÖRV in Rottenmann (1948) war Runggaldier nicht mehr zu bewegen, die Präsidentschaft zu übernehmen. Mit dem Ingenieur Luis Schlögl folgte ihm ein weiterer Tiroler als Präsident des Österreichischen Rodelverbandes nach.  Die folgenden Jahre waren auch im Rodelsport schwierige Jahre des Wiederaufbaus. In diesen Jahren entwickelte sich der Rodelsport in Österreich breitenmäßig und leistungsmäßig stark. Diese Umstände machten eine organisatorische Umstellung im April 1952 dringend notwendig. Dem Verband gehörten mittlerweile bereits 56 Vereine aus fast allen Bundesländern an. Auf der Verbandstagung in Innsbruck wurde der Steirer Bert Isatitsch zum neuen Präsidenten des Österreichischen Rodelverbandes gewählt. Er war der Bauherr des ÖRV und führte diesen unermüdlich und erfolgreich bis zum 20. Bundestag. Am 9. Februar 1976 legte Isatitsch auf der Verbandstagung in Innsbruck die Präsidentschaft zurück und der Nationalratsabgeordnete Josef Höchtl wurde zum neuen Präsidenten gewählt. Der Niederösterreicher bekleidete für 26 Jahre das Präsidentenamt des ÖRV, verlegte in dieser Zeit den Verbandssitz nach Wien und wurde nach seinem Rücktritt zum Ehrenpräsidenten des Verbandes gewählt. Ihm folgte im Jahr 2002 der Tiroler Friedl Ludescher nach und der Verbandssitz wurde wieder nach Innsbruck verlegt. Friedl Ludescher leitete die Geschicke des Verbandes für weitere 12 Jahre, bis er sich am 17. Mai 2014 freiwillig aus dieser Position zurückzog und das Präsidentenamt bei der Länderkonferenz in Mariazell (Steiermark) an seinen Nachfolger Michael Bielowski (Tirol) übergab.  Bei der Länderkonferenz 2018 am Semmering (Niederösterreich) wurde der ehemalige erfolgreiche Kunstbahnrodler Markus Prock (Tirol) zum Präsidenten des ÖRV gewählt.
| Präsidenten des Österreichischen Rodelverbandes | Präsidenten des Österreichischen Rodelverbandes |
| ----------------------------------------------- | ----------------------------------------------- |
| 1946 – 1948                                     | Bert Runggaldier                                |
| 1948 – 1952                                     | Luis Schlögl                                    |
| 1952 – 1976                                     | Bert Isatitsch                                  |
| 1976 – 2002                                     | Josef Höchtl                                    |
| 2002 – 2014                                     | Friedl Ludescher                                |
| 2014 – 2018                                     | Michael Bielowski                               |
| seit 2018                                       | Markus Prock                                    |

## Sparten

### Rennrodeln auf Kunstbahn

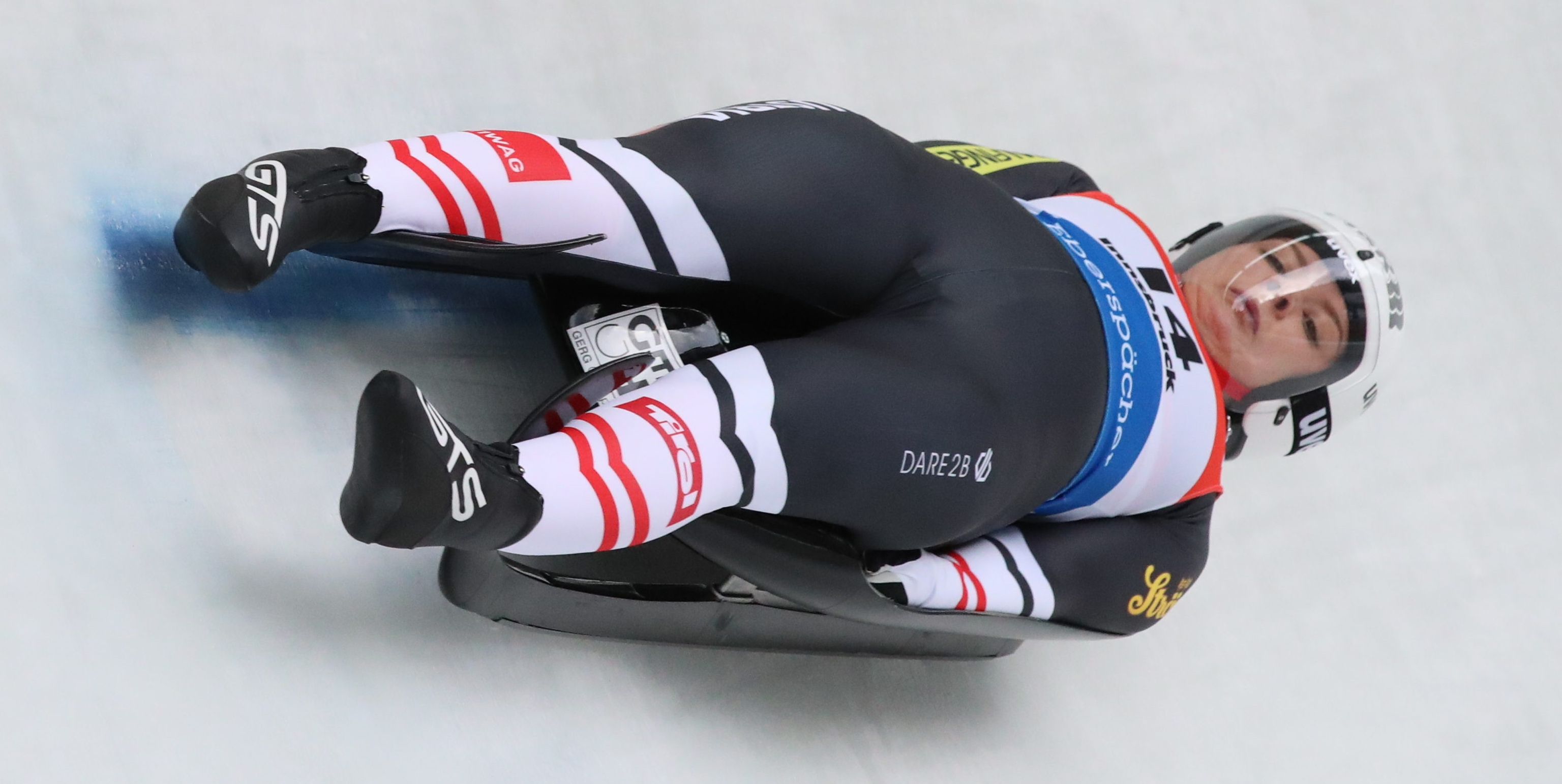
Lisa Schulte beim Weltcup in Innsbruck-Igls (2019)

Beim Kunstbahnrodeln wird auf einer künstlich vereisten Bahn mit überhöhten Kurven gerodelt, wobei der Fahrer auf dem Rücken liegt. Gelenkt wird durch Beindruck und Verlagerung des Oberkörpers. Die ideale Fahrweise ist dabei, sich so flach wie möglich auf der Rodel zu halten. Das Beschleunigen beim Start erfolgt über kurze Schläge mit den Händen auf das Eis, dem sogenannten Pinguin- oder Paddelschlag.
Wettbewerbe finden in den Disziplinen Einsitzer (Damen und Herren), Doppelsitzer und Teamstaffel (ein Team besteht aus 1 Dame, 1 Herr, 1 Doppelsitzer) statt. Der Rennrodelsport auf Kunstbahn ist seit 1964 Olympiadisziplin. Zudem finden Weltmeisterschaften seit 1955 statt.

### Rennrodeln auf Naturbahn

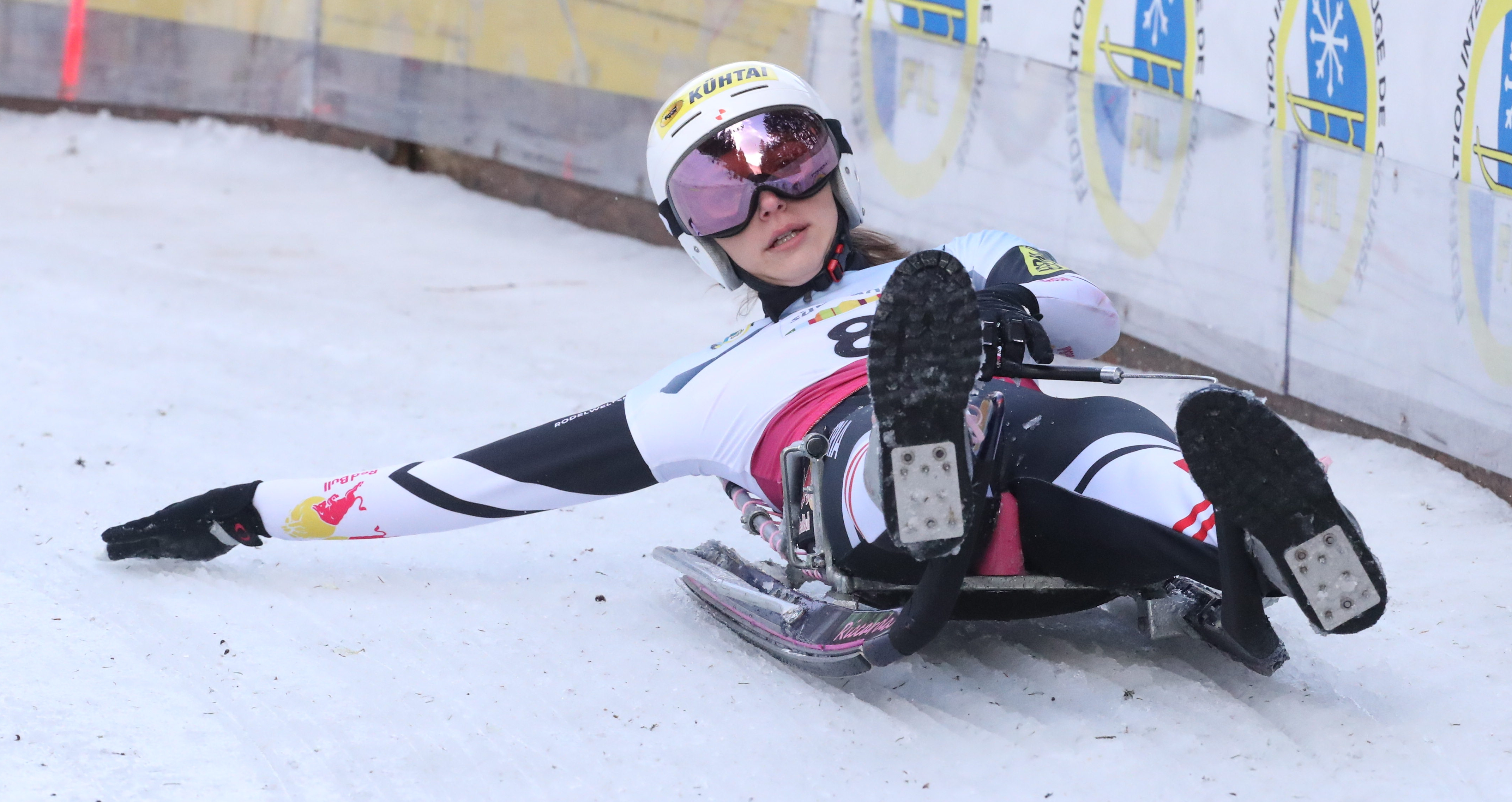
Riccarda Ruetz beim Weltcup in Mariazell (2022)

Auch das Naturbahnrodeln wird auf vereisten Bahnen durchgeführt. Überhöhte Kurven sind allerdings verboten. Gelenkt wird sowohl durch Gewichtsverlagerung, als auch durch Beindruck an der Außenkufe und Zug am Lenkseil. Hinzu kommt, dass die Geschwindigkeit durch Bremsen (Spezialschuhe mit Spikes) an die Bahngegebenheiten angepasst werden muss.
Von Anfang des 20. Jahrhunderts bis ca. 1965 waren die Rodelsportler sowohl auf Kunstbahnen als auch auf Naturbahnen zugleich tätig. Erst nachdem das Rennrodeln auf Kunstbahn eine olympische Disziplin wurde, gingen die Entwicklungen der beiden Sportarten getrennte Wege. 1970 wurde die 1. Europameisterschaft und 1979 die 1. Weltmeisterschaft auf der Naturbahn durchgeführt. Es gibt intensive Bestrebungen, auch das Rennrodeln auf Naturbahn als olympische Sportart zu etablieren.